# 罠ガール
『罠ガール』（わなガール）は、緑山のぶひろによる日本の漫画作品。『電撃マオウ』（KADOKAWA）にて、2017年7月号から2024年6月号まで連載。
わな猟免許を持つ女子高生が獣害に挑む本格わな猟漫画。話数カウントは〇捕獲目。緑山にとって初めての連載作品。2021年3月時点で、シリーズ累計発行部数は38万部を突破している。

## 執筆までの経緯
「家が農家で、罠でイノシシを捕まえているマンガ家がいる」という話を聞いた編集者が、その本人である緑山に連載の話を持ち掛けて企画を立ち上げた。
もともと緑山は農家出身であり、自身もわな猟免許を持つ兼業農家で、当初編集者は「わな猟と女の子」をキーワードにしたドタバタコメディを想定していたが、緑山の「山間地の鳥獣被害や有害鳥獣捕獲の現状を知ってもらいたい」という思いから、コメディ路線から「現実をありのままに描く」方針に転換して連載をスタートした。

## 評価
日本全国の鳥獣被害は年間150-200億円と深刻化している中、これまで農家でも罠猟などは自発的に行われていたが、高齢化により害獣対策にまで手が回らなくなり、害獣の繁殖ペースのほうが上回ってしまう地域もあるなど危惧されており、若手のわな猟免許取得者の育成が急務となっている。そうした状況において、実際に行われているわな猟での鳥獣害対策をリアルにわかりやすく描いた本作は、若年者のわな猟免許取得者増加につながっているとの声もある。
コミック業界だけでなく農業・狩猟関係者の話題も呼んでおり、日本農業新聞や全国農業新聞、全国農業協同組合中央会が発行する「月刊JA」、全国の農業系高校に通う農業クラブ員の機関誌「リーダーシップ」などの農業メディアでも紹介されたほか、大日本猟友会は公式HPにコミックスの発売告知を掲載したり、主催している「自然と農山村を守る狩猟のつどい」で作品を紹介したりしている。
また、農林水産省、環境省による「令和2年度 鳥獣被害防止に向けた 集中捕獲キャンペーン」、中央畜産会の「豚熱ウィルス拡散防止」では啓発ポスターに書き下ろしのイラストが採用された。

## あらすじ
序盤
とある田舎町で暮らしている女子高生・朝比奈千代丸は、畑を荒らす野生動物を捕獲するため「わな猟免許」を持っている罠ガール。若いながらも、「いのしし」を一人で駆除できるほどの知識と技術を買われ、近所の農家や知人友人からも依頼されていた。
千代丸の幼馴染の昼間レモンは、祖母の農地を守るために「わな猟免許」を取得し、千代丸と一緒にくくり罠や箱罠を使って、畑を荒らす害獣である「アナグマ」「アライグマ」「タヌキ」などを捕獲していく。
また、ジビエ料理に詳しい生徒会長の夜空つむじの祖父から、捕獲した「シカ」「いのしし」などの解体を教えてもらったり、捕獲した肉を使ってジビエ料理を作って食したり、女性ながら本職の若手猟師・清水夏芽から「わな猟」の指導をしてもらいながら、少しずつ猟師として成長していく。
中盤
父親に「トレイルカメラ」を購入してもらった千代丸は、高校教師の五島優や、園芸部の花巻薫・比嘉涼子たちからの要請で、裏山の「シカの大群」を駆除することになり、罠メーカーから借りた「囲い罠」で群れごと捕獲することに成功する。
その後も、「毛皮なめし施設」や「ジビエ処理施設」に見学に行ったり、「ジビエ料理作り」や「レザークラフト」を体験したりと、わな猟を取り巻く世界を知りながら視野を広げていく。
終盤
そんな中、千代丸が仕掛けていたイノシシ用の箱罠に、「ツキノワグマ」がかかり麻酔をした後に放獣される。動物を駆除することへの批判や抗議活動について、園芸部の部員たちも交えて意見会が行われ、人間社会と自然保護や害獣駆除などを両立させることの難しさを考えていく。
18歳になって自動車免許を取り、みんなと共に高校を卒業した千代丸は、卒業式の帰り道に「いつか柵のない景色を見てみたい」と思いをはせた所で、物語は終わりを告げる。

## 登場人物

### 主要人物
朝比奈 千代丸（あさひな ちよまる）
実家は農家の女子高生で3年生。わな猟免許を取得しており、害獣対策に生かしている。趣味は農具集め。
昼間 レモン（ひるま レモン）
千代丸の幼馴染で同級生。千代丸の影響もあり祖母の農地を守るためにわな猟免許を取得した。
夜空 つむじ（よぞら つむじ）
千代丸の同級生で生徒会長。千代丸たちに学校での害獣対策を依頼した。狩猟の経験はないが祖父が猟師のためジビエ料理に詳しい。

### 学校の生徒・教師
五島 優（ごとう ゆう）
千代丸たちの通う学校の教師。銃と罠の狩猟免許を取得しており、学校での害獣対策を任されている。夏芽の友人。
花巻 薫（はなまき かおる）
園芸部の部長。部活で野菜などを育てている畑がシカに荒らされたため千代丸に対策を依頼した。
比嘉 涼子（ひが りょうこ）
園芸部の副部長。勝気な性格だが捕獲した小鹿に同情したりレモンが初めてシカにとどめを刺した際には感動して号泣する面もみせた。

### その他
清水 夏芽（きよみず なつめ）
本職の若手猟師。銃と罠の狩猟免許を取得している。兄の安智も猟師で毛皮の加工をおこなっている。つむじの祖父は師匠。極度の人見知り。
山吹 桜子（やまぶき さくらこ）
天橋立近くで農業と旅館をやっている家の娘。集落はニホンザルの被害をうけており、サルを追い払う訓練を受けたモンキードッグのチャッピーを飼っている。千代丸の影響でわな猟免許を取得した。つむじとは母親同士が姉妹の従姉妹。

## 登場した動物
イノシシ
自作のくくり罠で捕獲（1巻）、役所から借りた箱罠で捕獲（4巻）、くくり罠と保定具で捕獲（6巻）
タヌキ
園芸部の倉庫で放置されていた箱罠で捕獲（1巻）
シカ
踏板にワイヤーガイドを取り付けた改良型くくり罠で捕獲（1巻）、罠メーカーから借りた囲い罠で群れごと捕獲（6巻）
ヒヨドリ
カラス対策に置いた箱罠で誤って捕獲（錯誤捕獲）したため放す（2巻）
カラス
自作の箱罠で捕獲（2巻）
アナグマ
ホームセンターで購入した箱罠で捕獲（2巻）
アライグマ
ホームセンターで購入した箱罠で捕獲（2巻）
ニホンザル
モンキードッグと共に追い払う（3巻）
ネズミ
捕獲機と粘着シートで駆除（5巻）
キョン
跳ね上げ式のくくり罠で捕獲（7巻）

## 登場した獣害対策
作品で描かれている獣害対策は、基本的に農家として実際に駆除を行っている「作者の実体験」を交えながら書かれている。
そのほか取材先の事例として、篠山市と市内のNPO法人里地里山問題研究所が行っている電気柵、サル監視員、ICT大型捕獲檻、サル追い犬などのニホンザル対策や、学校に群れで現れたシカ対策に使用した株式会社アイエスイーの「ICT捕獲システムを実装した囲い罠」などが登場している。

## 書誌情報
- 緑山のぶひろ『罠ガール』 KADOKAWA〈電撃コミックスNEXT〉、全9巻
  1. 2017年12月26日発売[23]、ISBN 978-4-04-893484-8
  2. 2018年7月27日発売[24]、ISBN 978-4-04-893987-4
  3. 2019年1月25日発売[25]、ISBN 978-4-04-912358-6
  4. 2019年8月24日発売[26][27]、ISBN 978-4-04-912714-0
  5. 2020年7月27日発売[28][29]、ISBN 978-4-04-913296-0
  6. 2021年3月27日発売[30][31]、ISBN 978-4-04-913740-8
  7. 2022年1月27日発売[32][33]、ISBN 978-4-04-914123-8
  8. 2023年4月27日発売[34][35]、ISBN 978-4-04-915051-3
  9. 2024年6月26日発売[36]、ISBN 978-4-04-915793-2